# Cumiana
Cumiana és un comune (municipi) de la ciutat metropolitana de Torí, a la regió italiana del Piemont, situat a uns 30 quilòmetres al sud-oest de Torí. A 1 de gener de 2019 la seva població era de 7.895 habitants.
Cumiana limita amb els següents municipis: Giaveno, Trana, Piossasco, Pinasca, Volvera, Pinerolo, Frossasco, Cantalupa, Airasca i Piscina.